# Medicina psicosomàtica
La medicina psicosomàtica és un àmbit mèdic interdisciplinari que estudia els fenòmens psicosomàtics i les relacions entre factors socials, psicològics i de capteniment en els processos del cos i de la qualitat de vida d'humans i animals.
Com a antecessora acadèmica del camp modern de la medicina del capteniment i part de la pràctica de la psiquiatria de consulta-enllaç, la medicina psicosomàtica engloba l'avaluació interdisciplinària i la gestió de diferents especialitats com la psiquiatria, psicologia, neurologia, medicina interna, cirurgia, al·lergologia, dermatologia i psiconeuroimmunologia. Les situacions clíniques en què els processos mentals actuen com un factor important afectant els resultats mèdics són àmbits de competència de la medicina psicosomàtica.

## Història
En el món medieval islàmic Ahmed ibn Sahl al-Balkhi (d. 934) i Haly Abbas (d. 994), psicòlegs mèdics, desenvoluparen una comprensió inicial de les malalties produïdes per interaccions entre la ment i el cos. S'adonaren que la fisiologia i psicologia d'un pacient podien afectar-se mútuament. Descobriren correlacions entre pacients que eren físicament i mentalment sans i entre els que eren físicament i mentalment malalts.
A la primeria del s. XX Franz Alexander pertangué al moviment que cercava la interrelació dinàmica entre ment i cos. Sigmund Freud tenia un gran interés en les malalties psicosomàtiques, la qual cosa es reflecteix en les seues cartes amb Georg Groddeck, que en aquesta època investigava la possibilitat de tractar certs desordres físics amb processos psicològics.
A partir de 1970, gràcies al treball de Thure von Uexküll i els seus col·legues a Alemanya i altres llocs, la teoria biosemiòtica s'ha utilitzat com a base teòrica de la medicina psicosomàtica. En concret, el concepte d'umwelt i la teoria de l'organisme de Jakob von Uexküll s'han considerat útils per descriure els fenòmens psicosomàtics.

## Desordres psicosomàtics
Sembla que algunes malalties físiques tenen un component derivat de la tensió producte de la vida quotidiana. Per exemple, això ocorre amb la lumbàlgia i la hipertensió arterial, condicions en què l'estrés sembla un agreujant. A la psiquiatria li ha estat difícil diferenciar els desordres somatomorfs, desordres en què els factors mentals són l'única causa de la malaltia física, dels desordres psicosomàtics, desordres en què els factors mentals tenen una funció significativa en el desenvolupament, expressió o resolució d'una malaltia física.
Per exemple, mentre que anteriorment es pensava que l'úlcera pèptica la provocava només l'estrés, algunes recerques han trobat que l'Helicobacter pylori causava el 80% de les úlceres. 4 de cada 5 persones colonitzades per Helicobacter pylori, però, no desenvolupen úlceres, i alguns experts de l'Acadèmia de Recerca de Medicina del Comportament arribaren a la conclusió que les úlceres no són una mera malaltia infecciosa: els factors mentals tenen un rol significatiu en el seu desenvolupament. Una explicació en podria ser que l'estrés afebleix al sistema immunològic; per tant, les tensions promouen la infecció del cos per part de l'Helicobacter pylori.
Encara en l'actualitat resulta difícil classificar els desordres com purament físics, psicosomàtics mixts, o purament somatomorfs. N'és un exemple la síndrome de l'intestí irritable (SII), que antigament es considerava que tenia causes exclusivament mentals; algunes recerques posteriors, però, han trobat diferències significatives en el capteniment de l'intestí en pacients amb SII. D'altra banda, no hi ha canvis estructurals en els pacients amb SII i les recerques mostren que l'estrés i les emocions són factors significatius en l'ocurrència del SII.
Tot i que cal identificar si una determinada malaltia té una base física, cada vegada hi ha un major consens que l'esforç per identificar els desordres com purament físics o psicosomàtics mixts és obsolet perquè quasi totes les malalties físiques tenen factors mentals que n'afecten el començament, presentació, manteniment, susceptibilitat al tractament i resolució.

## Tractament
La medicina psicosomàtica es considera una especialitat dels àmbits de la psiquiatria i la neurologia. S'hi empren tractaments mèdics i psicoteràpia per a tractar desordres psicosomàtics.
Un dels investigadors més reconeguts n'és l'argentí Luis Chiozza.